# Piru (California)
Piru es un lugar designado por el censo ubicado en el este del condado de Ventura, en el estado estadounidense de California. Se trata de un pequeño pueblo histórico localizado en el valle del río Santa Clara, cerca del río Santa Clara y de la carretera 126, a unos 11 km al este de Fillmore y a unos 21 km al oeste de la Interestatal 5. El lago Piru, en el Bosque Nacional Los Padres, es su principal atractivo recreativo. En el censo del año 2000 tenía una población de 1.196 habitantes y una densidad poblacional de 199.3 personas por km². Diez años después, la población pasó a 2063 habitantes y en el censo de 2020 ya tenía 2587 habitantes.

## Toponimia
Aunque el pueblo se encuentra en las tierras ancestrales de los tataviam, el nombre Piru (que originalmente se pronunciaba "Pea-roo") deriva de la palabra chumash pí idhu-ku, que se refería a las cañas de tule que crecían a lo largo del arroyo Piru y que se utilizaban para hacer cestas. También se designa y delimita como "Piro", junto a "Piro Creek", en los mapas atlas del siglo XIX (p. ej., el mapa de California, Nevada, Arizona y Utah de A. L. Bancroft de 1876). Recibió el nombre de Ciudad Piru por primera vez en 1888.

## Geografía
Piru se encuentra ubicado en las coordenadas 34°24′26″N 118°47′59″O / 34.40722, -118.79972. Según la Oficina del Censo, la ciudad tiene un área total de 6 km² (2,3 mi²), de la cual 6 km² (2,3 mi²) es tierra y 0 km² (0 mi²) 0.00% es agua.

## Demografía
El censo de Estados Unidos de 2020 informó que Piru tenía una población de 2587 habitantes. La densidad de población era de 813,8 habitantes por milla cuadrada (314,2/km²). La composición racial de Piru era la siguiente: 25,0%, blancos; 0,2%, afroamericanos; 3,1%, nativos americanos; 0,5%, asiáticos; menos del 0,1%, isleños del Pacífico; 51,3%, personas de otras razas; y 19,9%, de dos o más razas. El 89,5% de la población era hispana de cualquier raza.
Los ingresos medios por hogar en la localidad eran de 41 490 dólares, y los ingresos medios por familia eran 40 703 dólares. Los hombres tenían unos ingresos medios de 32 303 dólares frente a los 17 159 dólares para las mujeres. La renta per cápita para la localidad era de 14 337 dólares. Alrededor del 27.1 % de la población estaba por debajo del umbral de pobreza.